# Pere de Luxemburg
Pere de Luxemburg (20 de juliol de 1369 - 2 de juliol de 1387) va ser un prelat catòlic francès que va servir al bisbe de Metz i pseudocardenal des de 1384 fins a la seva mort. Pere era descendent dels nobles que van aconseguir el seu ingrés al sacerdoci quan va començar a servir en diversos llocs com a canonge abans que fos nomenat com a bisbe de Metz i pseudocardinal sota un antipapa. Destacà per les seves austeritats i èxits en la reforma diocesana, així com per la seva dedicació als fidels, però va intentar acabar amb el Cisma d'Occident que va posar el papa contra els antípapes i els governants contra els governants. Els seus esforços van ser en va i va ser expulsat aviat de Metz, però es va traslladar al sud de França, on va morir per anorèxia a causa de les seves penoses penitències autoimpostes.
Però les dues parts del conflicte van reconèixer la seva profunda santedat i la seva dedicació a la gent de Metz i d'altres llocs. Hi va haver contínuament moviments per a que fos beatificat, i això es va materialitzar més tard quan el papa Climent VII el va beatificar el 9 d'abril de 1527 a Roma.

## Vida

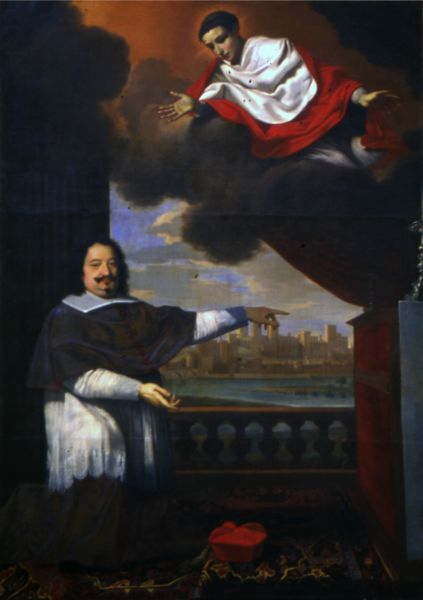
Sforza situa Avinyó sota la protecció de Pierre durant l'esclat de la pesta.

Pere de Luxemburg va néixer a mitjans del 1369 a Mosa com a segon de sis fills a Guiu de Luxemburg (1340-1371) i Mahaut de Châtillon (1335-1378); la parella es va casar cap a l'any 1354. Els seus pares van morir en la seva infantesa (el pare quan tenia dos anys i la mare quan tenia quatre anys), cosa que va fer que la seva tia Jeanne, la comtessa d'Orgères, el criés a París.
Els seus germans eren:
- Valeran (1355-12 abril 1415)
- Jean (c. 1370-1397)
- André (1374-1396; després bisbe de Cambrai)
- Marie (d. 1391)
- Jeanne

Pierre era l'oncle de Lluís de Luxemburg i el quasi-cardinal Thibault de Luxemburg; era el besnet de Philippe de Luxemburg.
El 1381 va viatjar a Londres per oferir-se com a ostatge als anglesos per aconseguir l'alliberament del seu germà a França. Els anglesos estaven tan desconcertats però encantats amb aquesta oferta que el seu germà fou alliberat de nou a França. Aquest fet va arribar a les oïdes de Ricard II que el va convidar a romandre a la cort, tot i que va decidir tornar a París per seguir a Jesucrist en la seva vocació al sacerdoci.
El 1377 fou enviat per a la seva formació al col·legi parisenc on un instructor era el teòleg i astròleg Pierre d'Ailly. El 1379 va ser seleccionat per a ser el canonge del capítol catedralici de Notre Dame de Paris. El 1381 es convertí en canonge per al capítol de la catedral de Notre Dame de Chartres i fou elevat al càrrec d'ardiaca de Dreux a la diòcesi de Chartres. El 1382 va ser seleccionat per ser ardiaca de Cambrai.
El 1384, la seu episcopal de Metz va quedar vacant. La selecció d'un nou bisbe va ser complicada a causa del Cisma d'Occident en què el Regne de França recolzava l'antipapa Climent VII mentre que l' emperador donava suport al papa Urbà VI. L'antipapa va nomenar Pierre com a nou bisbe de Metz el 1384 i va ser entronitzat en la seva nova seu aquell setembre, entrant descalç sobre una mula. Va iniciar les seves reformes diocesanes en què va dividir els ingressos en tres: els dos primers van ser per a l'Església i els pobres i el tercer per a la seva llar. Va poder prendre Metz amb les tropes armades durant un breu període, però després es va veure obligat a retirar-se en algun moment el 1385. Va ser aproximadament el mateix temps que el papa Urbà VI va seleccionar Tilman Vuss de Bettenburg com a legítim bisbe de Metz.
Més tard, Pierre es va convertir en pseudocardinal després que el rei Carles VI i el duc Joan sol·licitessin que l'antipapa el fes aixecar com a tal. Això va ocórrer el 15 d'abril de 1384 i va rebre el títol diaconal de San Giorgio a Velabro. Durant el seu període com a pseudocardenal, va intentar acabar amb el Cisma Occidental, amb resultats infructuosos. L'antipapa va convidar a Pierre el 23 de setembre de 1386 a unir-se a ell a la seva cort d'Avinyó on romandria fins a la seva mort.
Pierre va morir a mitjans de 1387 a causa de l'anorèxia i la febre causada per les austeritats que s'havia imposat. havia caigut malalt al març. Va morir en un convent cartoixà a Villeneuve-lès-Avignon a Avinyó. El seu desig era ser enterrat en una fossa comuna com la dels pobres. Ben aviat van aparèixer miracles a la seva tomba i van fer que el seu germà Jean ordenés (el 16 de març de 1395) la construcció d'una església dedicada al sant sant papa Celestí V a la qual van ser traslladades les seves restes.

## Beatificació
El tema de la seva canonització es va plantejar al Concili de Basilea però sense una conclusió sòlida. El 1432 fou nomenat patró d'Avinyó. El vice-legat Sforza va situar la ciutat sota la seva protecció durant un brot de pesta del 1640. El seu culte va incloure Metz i París, a més de Verdun i Luxemburg. El 1597 les seves relíquies van ser portades a París però van ser danyades durant la Revolució Francesa; resten algunes relíquies a Sant Didier a Avinyó. El papa Urbà VIII (el 1629) va permetre als cartoixans celebrar una missa i l'ofici diví en nom seu.
La seva beatificació havia estat sol·licitada en nombroses ocasions i la reina Maria de Nàpols va presentar una sol·licitud l'1 de febrer de 1388, com van fer diversos altres nobles i prínceps. El procés s'havia obert en nombroses ocasions, però es va enfrontar a freqüents interrupcions (1389 i 1390 i després 1433 i 1435) provocant la seva freqüent suspensió. El papa Climent VII va beatificar Pierre el 9 d'abril de 1527 (algunes fonts suggereixen el 24 de març).

## Rederències
1. 1 2 3 4 5 6 7  «Blessed Peter of Luxembourg».   Saints SQPN, 01-07-2017. [Consulta: 9 octubre 2017].
2. 1 2 3 4 5 6 7 8 9  «Blessed Peter of Luxembourg».   Santi e Beati. [Consulta: 9 octubre 2017].
3. 1 2 3 4 5 6 7 8  Salvador Miranda. «Consistory of April 15, 1384 (IV)».   The Cardinals of the Holy Roman Church. Arxivat de l'original el 9 d’octubre 2017. [Consulta: 9 octubre 2017].